# ویچر
ویچر (لهستانی: Wiedźmin) عنوان مجموعه‌ای در ژانر خیال‌پردازی از نویسندهٔ لهستانی آندژی ساپکوفسکی است. شخصیت اصلی این مجموعه از داستان‌ها گرالت ریویایی در نقش یک شکارچی (از دید عوام جادوگر) دارای توانایی فراطبیعی است که با کمک تمرین‌ها و فعالیت‌های بدنی مخصوص، توانایی مبارزه و از میان برداشتن موجودات مرگبار اهریمنی و پلید را به دست آورده است. او همچنین با نام گرگ سفید و قصاب بلاویکن (نام یک اقلیم تسخیر شده توسط هیولاها) شناخته می‌شود. او با سفر به نقاط مختلف اقلیم، به شکار هیولاهایی می‌پردازد که مردمان سرزمین را آزار می دهند. از این مجموعه تاکنون سریال‌های تلویزیونی، بازی‌های ویدیویی و یک سری رمان مصور اقتباس گردیده. مجموعهٔ کامل این سری با عنوان ویچر یا همان شکارچی هیولا شناخته می‌شود. مجموعهٔ کامل این کتاب‌ها به زبان‌های مختلف و از جمله انگلیسی نیز ترجمه گردیده.
ساپکوفسکی، زبان فراساخته‌ای برای مجموعه ایجاد کرد که بر پایهٔ زبان الف‌ها است. کتاب بر اساس فرهنگ فولکلور و کالت لهستان، جمهوری چک، مجارستان، اسلواکی، اوکراین، رومانی، روسیه، صربستان، بلغارستان و سایر کشورهای اروپای مرکزی و شرقی شکل گرفته.

## دنیای گرالت[۴]
دنیای گرالت متشکل از چندین پادشاهی و دوک‌نشین است. از جمله مهم‌ترین آنها می‌توان به ایدرن(به پادشاهی دِماوِند)، کادوِن(به پادشاهی هِنسِلت)، ریویا(به پادشاهی مِیو)، ردینیا(با پادشاهی وِزیمیر)، تمریا(به پادشاهی فُلستِت)، سینترا، سیداریس، کوویر اسکِلیگِ، اشاره کرد. علاوه بر این، در این پنجگانه، امپراتوریِ گسترش طلبِ نیلفگارد نقش به سزایی ایفا می‌کند. در این کشورها علاوه بر انسانها، نژاد‌هایی دیگر دورف‌ها، اِلف‌ها، کوادرون‌ها و دورگه‌هایی از دو نژاد مختلف و دیگر موجودات افسانه‌ای زندگی می‌کنند. در حالی که دورف‌ها بیشتر به عنوان کارگر و جنگجو شناخته می‌شوند، اِلف‌ها توسط انسانها اغلب به عنوان موجوداتی فرومایه قلمداد می‌شوند که توأمان برانگیزاننده حس ترس و تحسین در انسان‌ها هستند. یکی از جنبه‌های مهم در داستان جنگ مابین اِلف‌ها و دیگر نمایندگان "مردم قدیم" علیه سرکوب و تسخیر جایگاه ایشان توسط انسان‌هاست.
سرزمین‌های تحت کنترل انسان‌ها اساساً و در عمل توسط جادوگران کنترل می‌شود، که به عنوان مستشار در خدمت پادشاهان و خان‌های این سرزمین‌ها هستند. گرچه کشورهایی نیز مستثنی هستند؛ من جمله می‌توان به نیلفگارد، که در آن جادوگران نقش کوچکی ایفا می‌کنند و تحت حکومت مستبدانه قیصر اِمهیر وار اِمرِییس قرار دارد و یا خان نشین‌های اسکِلیگِ و سینترا اشاره کرد. نمونهٔ دیگر دُل بلاتانا است، خان‌نشین متعلق به اِلف‌ها که در طول داستان ساخته و توسط فرانچسکا فیندابیر، الفی اصیل اداره می‌شود.

## اقتباس‌ها
در سال ۲۰۱۷، یک مجموعهٔ مشابه و اسپین آف (مشتق) از ویچر، در ۱۱ داستان کوتاه از ۱۱ نویسنده انتخاب گردید که از منتخبان رقابت در مجلهٔ فانتاستیکا بودند و این آثار توسط سوپر نووا منتشر گردید. در ۱۱ اکتبر ۲۰۱۳ نیز دارک هورس کمیکز اعلام کرد که با همکاری سی‌دی پروجکت و بر اساس سری بازی‌های ویدیویی ویچر، مجموعه کمیکی منتشر نموده است. نخستین سری این مجموعه کمیک‌ها به نام ویچر، خانهٔ شیشه‌ای می‌باشد که طرح جلد آن توسط مایک میگنولا طراحی گردیده و در تاریخ ۲۴ سپتامبر ۲۰۱۴ به چاپ رسید. دومین سری نیز به نام ویچر، بچهٔ روباه در تاریخ ۱۶ دسامبر ۲۰۱۵ منتشر گردید و در نهایت، سومین سری نیز با نام ویچر، نفرین کلاغ‌ها، در تاریخ ۲۱ ژوئن ۲۰۱۷ چاپ گردید.
همچنین مجموعه تلویزیونی ویچر با اقتباس از مجموعه کتاب‌های ویچر درحال پخش از شبکهٔ سرویس استریم نتفلیکس است که فصل اول و دوم آن پخش شده و برای فصل سوم تمدید شده است.